# Edgar Rice Burroughs
Pour les articles homonymes, voir Burroughs.
 (juin 2019).
Œuvres principales
- Tarzan
- Cycle de Mars avec John Carter
- Cycle de Pellucidar
- Cycle de Vénus
- Caspak

Edgar Rice Burroughs, né à Chicago le 1er septembre 1875 et mort à Los Angeles le 19 mars 1950, est un romancier américain.
Il est notamment l'auteur de Tarzan chez les singes (1912). Ce roman d'aventures introduit le personnage de Tarzan, un homme originaire d'une famille aristocratique britannique qui grandit au sein d'un groupe de Grands singes, avant d'être à nouveau confronté aux hommes à l'âge adulte.
Ce héros connaît un succès phénoménal et devient l'un des personnages les plus importants de la culture populaire au XXe siècle. Son créateur le met en scène dans vingt-quatre romans et lance de multiples adaptations, notamment  au cinéma dès 1918 et en bande dessinée à partir de 1929, qui font sa fortune.
Malgré un style littéraire ne faisant pas l'unanimité, Burroughs est salué, en son temps et jusqu'à aujourd'hui, pour sa capacité à convoquer l'imaginaire de ses lecteurs et à inventer des scènes d'action et des héros marquants. En plus de ses ouvrages avec Tarzan, il a œuvré dans la fantasy et la science-fiction, avec les cycles de Mars (mettant en scène John Carter, l'un des premiers héros de science-fiction), Pellucidar, Vénus, Lune et Caspak . Burroughs est également l'auteur de romans policiers et de Western.

## Biographie

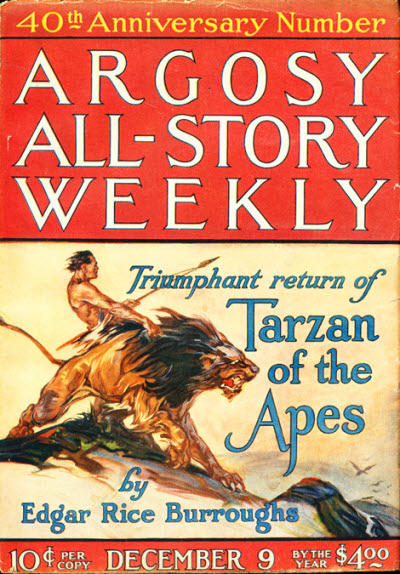
Couverture du magazine Argosy all story weekly le 9 décembre 1922, incluant un épisode d'un roman de Tarzan.

Burroughs est le quatrième fils du Major George Tyler Burroughs (1833–1913), homme d'affaires et vétéran de la Guerre de Sécession, et de Mary Evaline (Zieger) Burroughs (1840–1920). Burroughs étudie dans plusieurs écoles, et durant l'épidémie de grippe de Chicago en 1891, il passe 6 mois dans le ranch de son frère sur la Raft River en Idaho.
Il suit ensuite les cours de la Phillips Academy à Andover, Massachusetts, puis il est diplômé de l'Académie militaire du Michigan en 1895. Il tente sans succès d'entrer à l'Académie militaire de West Point et s'enrôle comme simple soldat dans le 7e régiment de cavalerie (États-Unis) à Fort Grant, Arizona. Il est réformé en 1897 à cause d'un problème cardiaque.
Après une période d'errance et de petits boulots, Burroughs travaille dans l'entreprise familiale à partir de 1899. Il épouse son amour de jeunesse Emma Hulbert (1876-1944) en janvier 1900. En 1904 il quitte son poste et cherche du travail en Idaho, mais il ne tarde pas à revenir à Chicago.
En 1911, après sept années de bas salaires, il commence à écrire une nouvelle, alors qu'il travaille comme marchand de taille-crayons. À cette époque Burroughs et Emma ont deux enfants, Joan (1908–1972), qui épousera plus tard James Pierce l'acteur incarnant Tarzan au cinéma, et Hulbert (1909–1991). Pendant cette période il bénéficie de grandes plages de temps libre, ce qui lui permet de lire nombre de pulps. En 1929, il se rappellera cette période en ces termes :

« ...si des gens sont payés pour écrire des inepties comme celles que je peux lire dans certains de ces magazines, je peux écrire des histoires aussi pourries. Dans les faits, je n'avais jamais écrit d'histoires, mais je savais que je pouvais en écrire d'aussi palpitantes, et probablement bien plus, que toutes celles qu'il m'était donné de lire dans ces magazines. »

Ciblant son travail pour ces magazines pulps, Burroughs publie en 1912, sous le pseudonyme de Normal Bean, sa première histoire intitulée Les conquérants de Mars, en épisodes dans Argosy.
Rapidement il se met à écrire à plein temps, et avant même que Les conquérants de Mars aient été entièrement publiés, deux nouvelles histoires sont achevées dont Tarzan chez les singes, qui est publié à partir d'octobre 1912 et deviendra son plus grand succès. En 1913, le couple a un troisième et dernier enfant John Coleman Burroughs (1913–1979).
Burroughs écrit également des récits de science-fiction et de fantasy, entraînant des aventuriers terriens vers diverses planètes, Barsoom (Mars), Amtor (Vénus), îles perdues, à l’intérieur de la Terre creuse dans le cas du Cycle de Pellucidar, ainsi que dans des westerns et des romans historiques.
Tarzan a un grand impact culturel à sa sortie. Burroughs est déterminé à capitaliser sur sa popularité de toutes les manières possibles, il prévoit d'exploiter Tarzan sous forme de comics (bande dessinée), de films et de produits dérivés. Des experts tentent de l'en dissuader, arguant que les différents médias entreraient en concurrence s'ils étaient diffusés en même temps. Mais Burroughs ne les écoute pas et prouve qu'il a raison : le public veut Tarzan sous toutes ses déclinaisons. Tarzan est toujours l'un des personnages de fiction les plus populaires.
En 1915 ou 1919, Burroughs achète un grand ranch au nord de Los Angeles, Californie, qu'il nomme Tarzana. Les habitants de la commune qui naît autour de ce ranch adoptent ce nom pour leur ville. Tarzana, Californie, est fondée en 1927 ou 1928.
De même, le lieu-dit de Tarzan, au Texas, est reconnu officiellement en 1927 quand la poste en accepte le nom, à la suite de la popularité du premier film, Tarzan chez les singes (muet), avec Elmo Lincoln.
En 1923, Burroughs crée sa compagnie, Edgar Rice Burroughs, Inc. (en), et commence à faire imprimer ses livres dans les années 1930.
En 1934, il divorce d'Emma et épouse l'ancienne actrice Florence Gilbert Dearholt (1904-1991) en 1935, ex-femme de son ami Ashton Dearholt. Il adopte également les deux enfants des Dearholt. Le couple divorce en 1942.
Au moment de l'attaque de Pearl Harbor, Burroughs habite à Hawaï et, malgré la soixantaine avancée, il demande à devenir correspondant de guerre. Il devient ainsi l'un des correspondants de guerre américains les plus âgés. Une fois la guerre terminée, il déménage à Encino, Californie, où, après de nombreux problèmes de santé, il meurt d'une crise cardiaque le 19 mars 1950, laissant presque 70 romans.
Le Cratère Burroughs (en), sur Mars, est nommé en son honneur.

## Perception

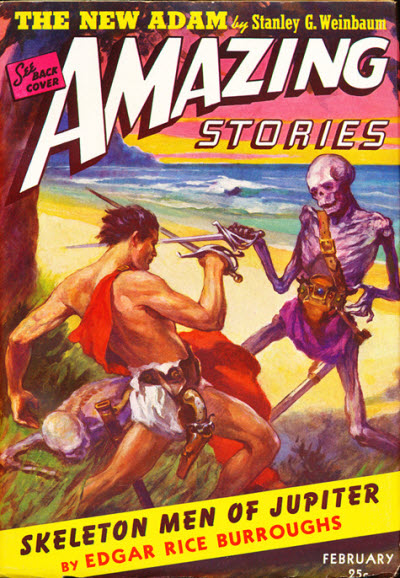
Couverture du magazine Amazing Stories en février 1943, incluant un épisode du roman Les Hommes-squelettes de Jupiter.

Les critiques les plus fréquentes à l'égard de l'œuvre de Burroughs font état du caractère très répétitif de ses histoires (un héros idéal part sauver son épouse/sa fiancée, elle-même perfection faite femme, enlevée par un « méchant » stéréotypé). Cependant, le succès de ses romans tient aussi à son incontestable imagination.
Que ce soit avec les aventures de Tarzan, celles de John Carter, les histoires de Vénus, ou celles d'une civilisation au cœur même de notre Terre (le cycle de Pellucidar), Edgar Rice Burroughs a inspiré de nombreux auteurs de science-fiction et de littérature fantastique du XXe siècle.

## Séries et cycles notoires
- Tarzan
- Cycle de Mars avec John Carter
- Cycle de Pellucidar
- Cycle de Vénus
- Caspak
- Cycle de la Lune

## Autres romans

### Westerns
- The Bandit of Hell's Bend (1926)
- The War Chief (1927)
- Apache Devil (1933) Publié en français sous le titre Le Démon apache, Paris, Rieder, 1934 ; réédition, Paris, NéO, coll. Fantastique, science-fiction, aventure no 181, 1986
- The Deputy Sheriff of Comanche County (1940)

### Divers
- The Mad King (1914) - publié en français sous le titre Roi malgré lui aux Éditions Hachette collection la Bibliothèque verte en 1937 ; puis en 1997 aux Éditions Lefrancq Littérature sous le titre Le roi fou.
- The Eternal Lover (1914) - publié en français sous le titre L'éternel sauvage en 1997 aux Éditions Lefrancq Littérature.